# Banco Central de la República Popular Democrática de Corea
El Banco Central de la República Popular Democrática de Corea (조선민주주의인민공화국 중앙은행 en coreano) es el emisor y banco central de Corea del Norte. Fue fundado y establecido el 6 de diciembre de 1947, emite el Wŏn norcoreano. Ri Kwang-gon es el presidente de dicha entidad desde abril del 2009, pero fue sucedido desde el cambio de poder en favor de un candidato propuesto por Kim Jong-un.

## Historia
El 15 de febrero de 1946, se anunció la creación de un banco central para Corea del Norte, la parte de la península de Corea que estaba bajo el control de las Fuerzas Armadas Soviéticas. El banco falló en el cumplimiento de sus objetivos, siendo insostenible por sus costos de operación, y tras una capitalización ineficaz por 100 000 000 de wŏns. El comité de gobierno de Corea del Norte no seguiría manteniendo a un banco tan desfavorable, y elige el crearlo en base al Banco de los Granjeros, que existía para ese momento. Posteriormente, en 1946 las funciones y servicios de banca fueron consolidados en dos instituciones principalmente, el Banco Central de la República Popular Democrática de Corea y el Banco de los Agricultores. Para junio de 1947, cerca de 1 000 000 000 de wŏns fueron concentrados en el Banco Central, permitiéndole extender una línea de crédito que totalizó unos 900 000 000 de wŏns, y dada para favorecer el crecimiento y reparación de la economía y su rehabilitación. Esta consolidación se reflejó en un retorno a los objetivos originales del Comité de Poder Popular, que quería mantener un control muy cercano de la totalidad de la economía y sus actividades, muy a la usanza soviética; y cualquier intento opositor por parte del comité en cabeza de sus dirigentes y que quisiera una banca en manos del pueblo serían removidos de sus puestos. El 6 de diciembre de 1947, un programa de reforma integral a las políticas monetarias fue anunciado.
En 1959, el Banco Central y el de la Agricultura fueron fusionados en la forma del actual Banco Central de la República Popular Democrática de Corea. El Banco de Comercio Exterior de la República Popular de Corea del Norte luego sería establecido para manejar el comercio exterior hecho como un intermediario del Banco Central de la República Popular Democrática de Corea en sus negociaciones internacionales. Este Banco Central dispone de cerca de 220 sucursales.

## Actualidad
En el 2009, tras una racha de devaluaciones consecutivas, el Banco central determinó que para favorecer sus medidas procrecimiento económico era mejor el "revaluar su moneda", lo cual la llevó a varias medidas drásticas, como la impresión de nuevo circulante